# Samuel George Morton
Samuel George Morton (Filadélfia, Pensilvânia, 1799-1851) foi um médico e cientista natural americano. Morton nasceu na Filadélfia e se graduou pela Universidade da Pensilvânia em 1820. Depois de avançar em seu grau acadêmico, na Universidade de Edimburgo, na Escócia, começou a praticar na Filadélfia em 1824. De 1839 a 1843, foi professor de anatomia na Universidade da Pensilvânia.
Morton foi um produtivo escritor em vários assuntos, de 1823 a 1851. Escrevey Geological Observations em 1828, e Synopsis of the Organic Remains of the Cretaceous Group of the United States e Illustrations of Pulmonary Consumption em 1834. Seu primeiro ensaio médico, em um usário de cornina em uma febre intermitente, em 1825, foi publicado no Philadelphia Journal of the Medical and Physical Sciences. Sua bibliografia inclui Hybridity in Animals and Plants (1847), Additional Observation on Hybridity (1851) e An Illustrated System of Human Anatomy (1849).